# Sigvard Parling
Sigvard Emanuel Parling známý jako Sigge Parling (26. března 1930, Valbo, Švédsko – 17. září 2016) byl švédský fotbalista, lední hokejista a hráč bandy. Ve fotbale hrával na pozici levého záložníka. Účastník MS 1958 ve Švédsku. Platil za tvrdého, ale férového hráče.

## Fotbalová kariéra
S klubem Djurgårdens IF vyhrál dvakrát titul ve švédské nejvyšší lize Allsvenskan.
Nastupoval za švédskou fotbalovou reprezentaci. Celkem odehrál v národním týmu v letech 1954–1960 37 zápasů, branku nevstřelil.
Účast Sigvarda Parlinga na vrcholových turnajích:
- Mistrovství světa 1958 ve Švédsku (2. místo po finálové porážce 2:5 s Brazílií, zisk stříbrných medailí, odehrál všech 6 utkání švédského týmu na turnaji[3])

## Kariéra v ledním hokeji
Parling nastoupil k jednomu neoficiálnímu zápasu v roce 1953 proti Japonsku.

## Odkazy

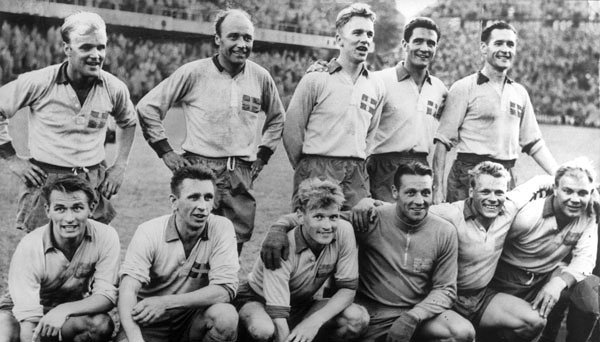
Švédská sestava na domácím MS 1958, dolní řada zleva: Kurt Hamrin, Reino Börjesson, Orvar Bergmark, Kalle Svensson, Sven Axbom, Sigge Parling. Horní stojící řada zleva: Lennart Skoglund, Gunnar Gren, Agne Simonsson, Bengt Gustavsson a Nils Liedholm.